# Гертруда Стајн
Гертруда Стајн (енгл. Gertrude Stein; Алегени, 3. фебруар 1874 — Неји на Сени, 27. јул 1946) била је америчка књижевница која је знатно допринела развоју модерне уметности и књижевности. Већи део живота провела је у Француској.

## Биографија
Рођена је у месту Алегени (Пенсилванија) у образованој породици немачко-јеврејских имиграната. Њен отац, Данијел Стајн, зарадио је прилично богатство инвестицијама у железницу. Када је Гертруда имала три године, породица се, због пословних разлога, преселила најпре у Беч, а затим у Париз. Године 1878. вратила се са породицом у САД и живела у Оукланду, али су наставили да одлази на одморе у Европу. Након смрти родитеља, Гертруда је живела са родитељима своје мајке у Балтимору.
На колеџу Редклиф студирала је психологију код Вилијама Џејмса, а након студија 1897. провела је лето у Вудс Хоулу где је студирала ембриологију на Marine Biological Laboratory, што је наставила на Johns Hopkins Medical School, али је 1901. напустила студије без добијене дипломе.
Године 1902. преселила се у Париз, у време врхунца уметничког окупљања на Монпарнасу. Од 1903. до 1912. живела је у Паризу са братом Леом, који је био уметнички критичар. У Паризу је 1907. срела љубав свог живота, Алис Б. Токлас , а 1909. Алис преселила код ње и њеног брата.
Гертруд Стајн је ауторка једне од првих прича о каминг-аут. Причу је написала још 1903. године, али је објављена тек 1950. године под насловом Ствари какве управо јесу.
Стајн је временом почела да прихвата и дефинише своју псеудо-мужевност кроз идеје Отоа Вајнингера, изражене у његовом делу Секс и карактер из 1906. године. Вајнингер је, иако Јеврејин по рођењу, сматрао јеврејске мушкарце феминизираним, а жене опет неспособним да буду саможиве, те кадра да поседују гениј. Овом правилу изузетак он види у лезбијкама, које парирају маскулином. Како је Стајн једначила гениј и маскулино, њена позиција жене и интелектуалке се тешко инкорпорирају и савремене феминистичке интерпретације њеног опуса се доводе у питање.
Позитивне афирмације њене сексуалности почињу по ступању у однос са Алис Б. Токлас. Ернест Хемингвеј је описао како је Алис била попут Гертрудине „супруге“, где се Стајн ретко кад обраћа његовој (Хемингвејевој) супрузи, баш као што је он третирао Алис, остављајући две „супруге“ да чаврљају.
Већи део живота Гертруда је живела од пара које је зарадио њен отац, као уосталом и њена браћа. Године 1933. објавила је мемоаре под насловом „Аутобиографија Алис Б. Токлас“, па је могла финансијски да се осамостали.
Она и њен брат су имали једну од првих колекција кубистичког и модерног сликарства. Поседовала је радове Пикаса (који јој је био пријатељ и урадио је њен портрет) Матиса, Дерена, Брака, Гриса и других младих аутора.
Када је Немачка објавила Први светски рат, Гертруда и Алис су биле у посети Алфреду Норт Вајтхеду у Енглеској. Вратиле су се у Француску и пошто је Гертруда научила да вози кола пријавиле су се да превозе медицински материјал за потребе француских болница. Касније су биле награђене од француске владе за свој допринос.
Стајн и Токлас су биле блиске пријатељице књижевнице Натали Барни, која је у Паризу организовала књижевни салон и Академију жена, чија је чланица била и Гертруда.
Током 20-их у салону, који је држала Гертруда у Улици цвећа, са зидовима прекривеним авангардним сликама, окупљали су се познати уметници и писци тог доба, као што су Ернест Хемингвеј, Езра Паунд, Анри Матис, Торнтон Вајлдер, Шервуд Андерсон, Гијом Аполинер. Гертруда Стајн је сковала термин изгубљена генерација за неке од ових писаца, који су живели и радили ван Америке. У току овог периода спријатељила се са књижевницом Мином Лој, са којом је остала пријатељица до краја живота.
Гертруда Стајн је била врло духовита, весела и елоквентна и имала је велики круг пријатеља и пријатељица. Била је врло утицајна у уметничким круговима и њено мишљење је изузетно уважавано. Била је Хемингвејева менторка и кума на крштењу његовог сина.
Пре почетка Другог светског рата, Гертруда је за Њујорк Тајмс изјавила да би Хитлер требало да буде награђен Нобеловом наградом за мир:
Кажем да Хитлер треба да добије награду за мир, јер уклања све елементе ривалства и борбе у Немачкој. Истерујући Јевреје, демократске и левичарске елементе, он истерује све што води ка активности. Тиме... потискујући Јевреје... он окончава борбу у Немачкој.
 Овај коментар је био готово сигурно ироничан, јер су и она и њена партнерка Алис Б. Токлас биле Јеврејке.
Док је Стејн била декларирана лезбејска феминисткиња, њени ставови би ипак могли да буду описани као конзервативни. За њу је незапосленост била лењост и противила се Френклину Д. Рузвелту и његовом Њу дилу. Заступала је националистичку страну у Шпанском грађанском рату.

### Други светски рат
Када је Француска окупирана у Другом светском рату, Стајнова и Токласова су се преселиле у сеоску кућу коју су ранијих година изнајмљивале у департману Ен, Рона-Алпи. Сељаци су их називали само Американкама, не помињући њихово јеврејско порекло, а оне су имале добре везе са Бернаром Фајем, који је имао везе у Гестапу. Када је Бернар Фај после рата вио осуђен због колаборационизма, Гертруда и Алис су покренуле кампању за његову амнестију. Неколико година касније, када је Гертруда већ умрла, Алис је финансијски помогла Фајну да побегне из затвора.

### Болест и смрт
Гертруда Стајн је умрла од рака дебелог црева 27. јула 1946. у Неји на Сени. Сахрањена је на чувеном гробљу Пер лашез. Алис Б. Токлас је наследила већи део њене имовине.

## Књижевни рад
Када се 1903. преселила у Париз, почела је озбиљно да се бави писањем романа, позоришних комада, прича, либрета, песама. Временом је развила свој високоидиосинкретички, динамични, удонекле репетитивни и духовни стил. Њен типични стих је:
Rose is a rose is a rose is a rose.
или
Out of kindness comes redness and out of rudeness comes rapid same question, out of an eye comes research, out of selection comes painful cattle.
као и
The change of color is likely and a difference a very little difference is prepared. Sugar is not a vegetable.
Ови експерименти тока свести и ритмичне слике имале су за циљ да призову „узбуђеност чистог бића“ и могу се тумачити као књижевни одговор на кубизам. Многи њени радови се тумаче као феминистичко прерађивање патријархалног језика.
Стајнова је писала свега по пола сата на дан, обично ноћу када би испратила пријатеље. Алис Б. Токлас би сакупљала странице, прекуцавала их и слала их издавачима. Генерално је пружала подршку, док је Лео Стајн критиковао дела своје сестре.
Године 1932. објавила је „Аутобиографију Алис Б. Токлас“, књигу која је убрзо постала бестселер. Упркос наслову, у питању је заправо њена аутобиографија, у којој себе описује као врло самоуверену и арогантну, уверену у своју генијалност. Презирала је свакодневне послове, које је углавном обављала Алис Б. Токлас.

## Дела
- (1909)
- (1914)
- (1922)
- (написано 1906—1908, објављено 1925)
- (либрето, 1929: музику компоновао Вирџил Томсон, 1934)
- (1929)
- (1931)
- (1933)
- (1935)
- (1936)
- (1937)
- (1938)
- (1940)
- (1941)
- (1945)
- (1946)
- (1946)
- (либрето, објављено 1949: музику компоновао Вирџил Томсон, 1947)
- (1949)
- (написано као Q.E.D. 1903, објављено 1950)
- (1953)
- (1957)